# Redoute Orange (Bredevoort)

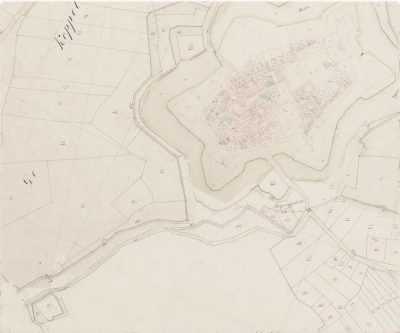
De redoute zichtbaar op de kaart uit 1832, linksonder.

Redoute Orange was een redoute ten zuiden gelegen Bredevoort in het Zwanenbroek die onderdeel was van de Bredevoortse vestingwerken.
Het was een aarden redoute omringd met een wal en gracht, en heeft tijdens de Tachtigjarige Oorlog dienstgedaan als ondersteuning van de stad. Na het bekrachtigen van de Vestingwet in 1874 raakte de redoute defintitief buiten gebruik, en werd in de jaren daarna langzaam ontmanteld. Op een topografische kaart uit 1832 staat de redoute in vervallen toestand nog opgetekend. Tegenwoordig is alleen de aanleg nog zichtbaar op luchtfoto's.
Aalterpoort · Misterpoort · Onversaegt · Orange · Ossenkop · Treurniet · Stoltenborg · Vreesniet · Welgemoed · Grote Gracht · Kleine Gracht